# Tom Sawyer (1917)
Tom Sawyer is een stomme film van Paramount uit 1917 onder regie van William Desmond Taylor, gebaseerd op het boek De Lotgevallen van Tom Sawyer van Mark Twain.

## Rolverdeling
| Acteur             | Personage      |
| ------------------ | -------------- |
| Jack Pickford      | Tom Sawyer     |
| Robert Gordon      | Huck Finn      |
| Helen Gilmore      | Widow Douglas  |
| Clara Horton       | Becky Thatcher |
| Edythe Chapman     | Aunt Polly     |
| Antrim Short       | Joe Harper     |
| George Hackathorne | Sid Sawyer     |